# Before the next teardrop falls (single)
Before the next teardrop falls is een lied geschreven door Vivian Keith en Ben Peters. De eerste die het countryliedje opnam was Duane Dee op 20 juli 1967. In 2014 zijn er ongeveer 30 opnamen bekend. Degene die er het meest succes mee had was Freddy Fender. Onder degenen die het gecoverd hebben bevinden zich Jerry Lee Lewis, Ray Conniff, Loretta Lynn en Piet Veerman. Jan de Vuyst schreef een Nederlandstalige versie onder de titel (Ik breng opnieuw de) Zon in je hart, dat Luc Steeno in de Vlaamse top 10 wist te zingen. Roland Kaiser zong een Duitse versie: Bevor die nächtste Tráne fällt.
Het lied gaat over een verbroken liefde. De man in kwestie, hoopt dat als de nieuwe relatie van zijn vriendin ook afbreekt ze bij hem terugkomt.
Componist Sterling Blythe beweerde ook meegeschreven te hebben aan dit nummer. Hij zou het in een verzamelmap verkocht hebben om schulden af te lossen. Hij zou echter nooit in de credits genoemd worden. Hij moest wel gniffelen toen Freddie Fender ondanks zijn succes toch uiteindelijk failliet ging.

## Freddy Fender
Muziekproducent Huey P. Meaux zorgde dat het nummer op de kaart kwam. Hij vroeg Fender het lied in te zingen, een couplet in het Engels en één in het Spaans. Het lied stond op band voordat ze erg in hadden en Fender vergat het verder; hij zag er geen brood in. Diverse radiostations, met name de specifieke countrystations, dachten daar anders over en begonnen het te draaien. Het nummer steeg gestaag in de C&W-lijst van Billboard naar nummer 1. Ook in de Canadese countrylijst zou het die positie halen. Als gevolg daarvan begonnen ook de gewone muziekliefhebbers het lied te kopen en Fender scoorde uiteindelijk ook een nummer 1-hit in de Billboard Hot 100. Het lied bracht Freddy Fender (voor korte tijd) terug aan het popfirmament; zijn in 1960 gestarte carrière liep toen spaak door drugsgebruik.
Als nummer 1 in de Billboard lijst werd het opgevolgd door alweer een countrysong. Toen was John Denver aan de beurt met Thank God I’m a country boy. Beide nummers verschenen in 2013 in een medley van Troy Casser-Daley & Adam Harvey, samen met On the road again.

### Hitnotering
In het Verenigd Koninkrijk kreeg het geen poot aan de grond. Het verscheen daar niet in een hitlijst.

#### Nederlandse Top 40
| Positie: | 29 | 12 | 8 | 6 | 6 | 11 | 19 | 31 | 36 | uit |

#### NederlandseDaverende 30
| Positie: | 22 | 11 | 7 | 7 | 6 | 12 | 18 | uit |

#### BelgischeBRT Top 30
| Positie: | 14 | 9 | 13 | 11 | 30 | 24 | uit |

#### VlaamseUltratop 30
| Positie: | 24 | 13 | 13 | 12 | 18 | 23 | uit |

#### NPO Radio 2 Top 2000
Before the next teardrop falls stond alleen in 2000 in de NPO Radio 2 Top 2000, op plek 1920.